# Regionální politika
Regionální politika je chápána jako soubor opatření, nástrojů, pomocí kterých má dojít ke zmírnění nebo odstranění rozdílů v ekonomickém rozvoji dílčích regionů.  Dále může být také chápána jako činnost státu, regionálních a místních orgánů, která se zaměřuje na podporu rozvojových aktivit v jednotlivých regionech a současně přecházení či zmírňování negativních důsledků územně nerovnoměrného rozvoje. Jejím cílem je vyvážený rozvoj všech částí státu nebo území a aktivace jejího doposud nedostatečně využívaného potenciálu.

## Historie a vývoj

### 30. léta
Historie regionální politiky v Evropě sahá do 30. let 20. století, kdy byla Velká Británie postavena před problém, jak vyřešit dopady hospodářské krize v průmyslových regionech. Změny ve struktuře národního hospodářství se podepisují na regionální diferenciaci země. Zapříčiněny jsou jednostrannou orientací regionů, nepřizpůsobivostí a špatnou reakcí na aktuální strukturální změny. V roce 1934 tak byly ve Velké Británii vymezeny tzv. zvláštní oblasti, což můžeme dnes považovat za problémové regiony. Byla přijata legislativní opatření poskytující pomoc při vytváření pracovních příležitostí. Tato opatření by se dala považovat za počátek britské ale i evropské regionální politiky. Za zvláštní oblasti se ve Velké Británii považoval jižní Wales, severovýchodní Anglie, západní Cumberland a střední Skotsko.

### Poválečné období
V poválečném období byly vymezeny rozvojové oblasti, které zůstaly zachovány až do konce 50. let. Důležitý byl také zákon o městském a regionálním plánování, který umožňoval snadnou a dostupnou cestu k osvědčení o průmyslovém rozvoji. Osvědčení výrazně ovlivnilo lokaci nových průmyslových odvětví do problémových regionů a zároveň omezovalo přebytek v již ekonomicky silných regionech.

### 70. léta
Vznik politiky soudržnosti se datuje do 70. let 20. století. Do Evropského společenství vstoupily země s velkými ekonomickými i regionálními rozdíly (disparitami). Byly to státy jako Velká Británie, Dánsko nebo Irsko. Roku 1972 byl přijat dokument, který regionální politiku označil za „zásadní faktor posilování Společenství".

### 80. léta
V roce 1986 zavedl JEA (Jednotný evropský akt) legislativu pro integrovanou regionální politiku. Důležitým impulsem pro regionální politiku bylo také rozšíření o Řecko, Španělsko a Portugalsko a přijetí plánu na vznik jednotného trhu. V červnu 1988 Evropská rada zdvojnásobila rozpočet strukturálních fondů.

### 90. léta
Od 1. listopadu 1993 zavedla Maastrichtská smlouva nové nástroje (např. Fond soudržnosti), instituce a principy. Rozpočet na strukturální fondy se opět navýšil a představoval třetinu rozpočtu EU.

## Regionální politika EU
Regionální politika Evropské unie patří mezi koordinované politiky, jejichž realizace je prováděna členskými státy a koordinace a harmonizace náleží do správy příslušných unijních institucí. Dlouhodobým a taktéž hlavním cílem této politiky je snižování sociálních a ekonomických disparit (rozdílů) mezi regiony. Podporuje územní spolupráci a regionální konkurenceschopnost. Jako jedna z vizí pro další rozvoj EU je uznávána Lisabonská strategie.
Zásadní roli hraje regionální politika při tvorbě jednotného trhu. Vznik jednotné měny omezuje možnost států ovlivňovat ekonomiku prostřednictvím měnových kurzů a také vstup 13 nových zemí do EU, jejichž příjmy byly výrazně podprůměrné, má zásluhu na omezování kohezní politiky. Zaměřuje se na vyrovnávání již zmíněných sociálních rozdílů, ale i vyrovnávání hospodářských rozdílů. Byla zavedena klasifikace NUTS statistickým úřadem Evropských společenstvích a to převážně pro statistické a analytické účely. Vymezeno bylo 271 regionů soudržnosti v rámci NUTS 2 a na úrovni NUTS 3 bylo vymezeno celkem 1303 územních jednotek.
Členským zemím, které vstoupily do EU po roce 2000, se urychlil průměrný ekonomický růst a v současnosti převyšuje hodnoty dosahované ve starých členských zemích (konvergenční tendence). Z regionálního hlediska převažují divergentní tendence u členských zemích po roce 2000, kde dochází k divergenci v metropolitních regionech jejich hlavních měst.

Vlajka Evropské unie

Významným trendem je podpora prostředků vyčleňovaných pro posílení regionálního rozvoje EU v rámci tzv. strukturálních fondů:
·      EFRR – Evropský fond pro regionální rozvoj
·      ESF – Evropský sociální fond
·      FS – Fond soudržnosti
Uvedené fondy znázorňují hlavní nástroje realizace regionální politiky. V letech 2006-2013 bylo na regionální politiku vyčleněno přibližně 347 mld. euro právě z těchto fondů. Jedná se o druhou největší politiku EU s 36 % podílem na celkovém rozpočtu EU.
Praktická realizace regionální politiky je založena na víceletých a víceoborových programech, které se dále dělí na subprogramy a konkrétní opatření. Právě stanovení těchto dlouhodobých programů a cílů je první fází tvorby regionální politiky, která si zakládá na dodržování následujících principů.
1. Princip programování
2. Princip koncentrace
3. Princip partnerství
4. Princip doplňkovosti
5. Princip monitorování a vyhodnocování[3]

V současnosti dochází k naplňování cílů strategie Evropa 2020 pro inteligentní a udržitelný růst podporující začlenění. Pět základních cílů regionální politiky:
1. Zaměstnanost:
  1. zaměstnáno 75 % lidí ve věku 20–64 let
2. Výzkum a vývoj:
  1. investovat 3 % HDP EU do výzkumu a vývoje
3. Současná změna klimatu a energetická udržitelnost:
  1. snížení emisí skleníkových plynů v EU o 20 % oproti úrovni z roku 1990
  2. 20 % energie z obnovitelných zdrojů
  3. 20% nárůst úspory energie
4. Vzdělání:
  1. snížit počet studentů, kteří nedokončí vzdělání, o 10 %
5. Boj proti chudobě a sociálnímu vyloučení:
  1. minimálně o 20 milionů méně osob se znevýhodněním a lidí ohroženým chudobou či sociálním vyloučením[4]

Regionální politika EU se dá považovat za nejvíce akceptovaný praktický příklad vzájemné podpory mezi členskými státy EU s fungujícími kontrolními mechanismy a přizpůsobivostí.

## Regionální politika ČR

Vlajka České republiky

Cílem regionální politiky je podpora vytváření pracovních míst, konkurenceschopnosti firem, hospodářského růstu, udržitelného rozvoje a zlepšování kvality života občanů. Hlavním a aktivně využívaným nástrojem regionální politiky je podpora malého a středního podnikání v hospodářsky problémových oblastech. Tyto programy jsou každoročně aktualizovány, aby odpovídali měnícím se podmínkám, ale i aby reagovali na předchozí negativní nebo pozitivní zkušenosti. Se vstupem České republiky do Evropské unie se začalo regionální politice více věnovat. Vedle podpory programů malého a středního podnikání se po roce 1999 začaly tvořit i programy např. pro nejvíce postižené regiony, tedy severozápadní Čechy a severní Morava. V roce 1997 byly zpracovány nové zásad regionální politiky zohledňující základní principy regionální politiky Evropské unie. V roce 2000 byl taktéž schválen zákon o podpoře regionálního rozvoje.
Při vymezování regionů se soustředěnou podporou státu byl využit princip koncentrace. Mezi tyto regiony s podporou státu patří strukturálně postižené regiony, neboli průmyslové oblasti s útlumem tradičních odvětví a vysokou mírou nezaměstnaností. V České republice bylo vymezeno 10 strukturálně postižených regionů. Jsou to okresy: Most, Karviná, Chomutov, Teplice, Ostrava-město, Louny, Bruntál, Frýdek-Místek, Jeseník a Nový Jičín. Následují hospodářsky slabé regiony, vyznačující se nižší životní úrovní a nacházející se ve venkovské oblasti. Jde o okresy Znojmo, Třebíč, Rakovník, Tachov, Přerov, Svitavy, Šumperk, Hodonín, Vyškov a Český Krumlov. Jako poslední jsou další regiony se specifickými problémy např. s vysoce nadprůměrnou nezaměstnaností, tedy okresy Děčín, Ústí nad Labem a Litoměřice.